# 埃列娜公主 (羅馬尼亞)
埃列娜（Elena，1950年11月15日—），出生于瑞士洛桑。罗马尼亚公主，前霍亨索伦公主。是罗马尼亚末代国王米哈伊一世与王后波旁-帕尔马的安妮公主的次女。埃列娜公主是罗马尼亚王位第2顺位继承人，还是维多利亚女王的直系后代，是英国王位第85顺位继承人。

## 生平
1950年，埃利娜公主生於洛桑市蒙特喬西診所，她是米哈伊一世和妻子安娜的第二位女兒，
其兩名姊妹，瑪格麗塔公主和伊琳娜公主也同樣生於洛桑當地蒙特喬西診所中，她早年在瑞士、英國度過的。
1983年7月20日与莱斯利·罗宾·梅德佛特-米尔斯（1942年12月8日－2002年2月2日）在达勒姆举行一个民间结婚仪式，同年9月24日在洛桑的希腊东正教教堂举行了宗教婚礼。有一子一女：
- 尼古拉斯·迈克尔·德·罗马尼亚·梅德佛特-米尔斯Nicholas Michael de Roumanie Medforth-Mills，1985年4月1日，生於瑞士日內瓦米蘭拉圖爾醫院

，2010年4月1日，成为罗马尼亚王子；
- '伊丽莎白·卡琳娜·德·罗马尼亚·梅德佛特-米尔斯'Elisabeta Karina de Roumanie Medforth-Mills，1989年1月4日，生於英格蘭泰恩河畔新堡的瑪麗郡主婦產科醫院。

他们于1991年11月28日离婚。埃列娜公主于1998年8月14日与亚历山大·菲利浦·尼克松·麦卡蒂尔组建新的家庭。